# Хидоятов, Шерзод Саиджанович
Шерзод Саиджанович Хидоятов (узб. Sherzod Saidjanovich Xidoyatov; род. 20 августа 1980 года, Ташкент, Узбекская ССР, СССР) — узбекский государственный деятель, с 17 июля 2024 года — исполняющий обязанности министра строительства и жилищно-коммунального хозяйства Узбекистана. 

## Биография
В 2006 году окончил Ташкентский государственный технический университет.
С 1998 до 2009 года работал консультантом в Высшем хозяйственном суде Республики Узбекистан. В период с 2009 по 2018 год занимал различные должности в таких компаниях, как «Green line profill», «Nordlink Aliminium Bulding Matirials», «Neo sun LightI», «Dream Production», «Artel Engineering», «Durabel Beton», Ташкентский трансформаторный завод. С 2008 года занимал должность директора по строительству в Akfa Holding.
В мае 2018 года Шерзод Хидоятов был назначен руководителем дирекции по строительству и эксплуатации Ташкент-Сити, вместо Джахонгира Артыкходжаева которого назначили хокимом Ташкента.
С 31 августа 2019 года начал работать первым заместителем министра строительства Узбекистана.
14 января 2021 года президент Узбекистана Шавкат Мирзиёев назначил Шерзода Хидоятова на должность министра жилищно-коммунального хозяйства. На данном посту он сменил Музаффара Салиева, работавшего министром с июля 2017 года.
30 декабря 2022 года президент Узбекистана Шавкат Мирзиёев назначил Шерзода Хидоятова на должность первого заместителя Министра строительства и жилищно-коммунального хозяйства Республики Узбекистан. 
17 июля 2024 года, на правительственном совещании по итогам первого полугодия, 60-летний министр строительства и ЖКХ Батир Закиров ушел с должности Министра строительства и жилищно-коммунального хозяйства по состоянию здоровья, на должность временно назначен Шерзод Хидоятов. 

## Награды
- Орден «Дустлик» (2018)